# Ernst Waldburger
Ernst Waldburger (* 3. August 1875 in Schwamendingen; † 25. April 1954 in St. Gallen; heimatberechtigt in Bühler) war ein Schweizer Bankier.

## Leben
Ernst Waldburger war der Sohn des Pfarrers Albert Waldburger und der Lina Knüppel. Seine erste Ehefrau war Frida Klauser. 1918 heiratete er Martha Asper.
Von 1891 bis 1894 war er Student an der Handelsabteilung des Technikums Winterthur, von 1894 bis 1896 studierte er am Institut Supérieur de Commerce in Antwerpen und später erwarb er das Lizenziat in Sozialwissenschaften in Paris. Von 1898 bis 1904 war er Lehrer an der kantonalen Handelsschule Zürich. Ab 1904 arbeitete bei der Schweizerischen Kreditanstalt, von 1913 bis 1939 stand er der Niederlassung St. Gallen als Direktor vor. Er amtierte als Verwaltungsratspräsident der Firmen Roco in Rorschach und Christian Hausmann in St. Gallen. Von 1927 bis 1945 präsidierte er den Hochschulrat der Hochschule St. Gallen. Auch war er Präsident der St. Galler Bankvereinigung.
In der Loge Concordia St. Gallen war er als Freimaurer aktiv. Von 1942 bis 1947 fungierte er als stellvertretender Grossmeister der Schweizerischen Grossloge Alpina (SGLA).